# Hapalotrema synorchis
Hapalotrema synorchis är en plattmaskart. Hapalotrema synorchis ingår i släktet Hapalotrema och familjen Spirorchiidae. Inga underarter finns listade i Catalogue of Life.